# Duna–Drávai Vasút
A Duna–Drávai Vasút Részvénytársaság egy magyar vasúttársaság volt Somogy és Tolna vármegyékben a 19. század végén.

## Története
A konzorcium somogyi megbízottja Somsich Imre és Bittó István, a tolnai megbízottja Bartal György és Perczel Béla volt. A konzorcium vállalta a Zákány-Dombóvár vonal megépítését és üzembe helyezését két éven belül, a  Dombóvár–Bátaszék-vasútvonalét három éven belül, amit időben teljesített is. A zákányi vonal 1872-ben, a bátaszéki 1873-ban nyílt meg.
Az építkezés fővállalkozója a bécsi Springer-bankárház volt. Mintául a Miskolc–Bánrévei vasútvonalat vették, mind az állomások külső és belső megjelenésében, mind a vasúti átjárók és biztosítóberendezések kialakításában és működtetésében.
A vonal veszteségeit és megítélését rendkívüli módon javította a 1882-ben megnyitott Budapest-Pécs vasútvonal, amely összeköttetést is biztosított a Zákány-Zágráb államvasúti vonalhoz is. Ekkor Dombóvár nevű megállóját Ó-Dombóvárra változtatták, hogy megkülönböztessék a másik vasúttársaság Újdombóváron nyitott állomásától. Ez a két állomás ma Dombóvár alsó vasútállomás (Ó-Dombóvár) és Dombóvár vasútállomás (Újdombóvár).
1884. január 1-i hatállyal az állam megvásárolta és teljes egészében beolvasztotta a Magyar Királyi Államvasutakba.

## Vasútvonalai
| Az egyes szakaszok megnyitásának időpontjai | Az egyes szakaszok megnyitásának időpontjai |
| Szakasz                                     | Átadás időpontja                            |
| ------------------------------------------- | ------------------------------------------- |
| Zákány-Dombóvár (MÁV 41)                    | 1872. augusztus 14.                         |
| Dombóvár-Bátaszék (MÁV 50)                  | 1873. július 20.                            |